# Düsseldorf Challenger
Il Düsseldorf Challenger è stato un torneo professionistico di tennis giocato su campi in terra rossa. Faceva parte dell'ATP Challenger Series. Si giocava annualmente a Düsseldorf in Germania.

## Albo d'oro

### Singolare
| Anno | Campione         | Finalista             | Punteggio        |
| ---- | ---------------- | --------------------- | ---------------- |
| 2008 | Kristof Vliegen  | Andreas Beck          | 6–0, 6–3         |
| 2007 | Denis Gremelmayr | Andreas Haider-Maurer | 6(5)–7, 6–2, 6–4 |
| 2006 | Evgenij Korolëv  | Andreas Vinciguerra   | 7–6(4), 6–3      |

### Doppio
| Anno | Campioni                     | Finalisti                   | Punteggio        |
| ---- | ---------------------------- | --------------------------- | ---------------- |
| 2008 | Jan Hájek Tomáš Zíb          | Lukáš Rosol Igor Zelenay    | 1–6, 6–2, [10–7] |
| 2007 | Fabio Colangelo Philipp Marx | Filip Polášek Igor Zelenay  | 3–6, 6–3, [10–7] |
| 2006 | Hugo Armando Tomas Behrend   | Simon Greul Evgenij Korolëv | 6–1, 4–6, [10–4] |